# Gourmandises
Gourmandises (in italiano "leccornie") è l'album di debutto della cantante pop francese Alizée.
L'album è stato pubblicato in Francia nel novembre del 2000 per l'etichetta discografica Polydor e, successivamente, il 13 aprile 2001, nel resto del mondo.
È il risultato della collaborazione tra Alizée, Mylène Farmer e Laurent Boutonnat e ha riscosso un ottimo successo in tutto il mondo, vendendo in totale circa 4 milioni e mezzo di copie grazie soprattutto al primo singolo, Moi... Lolita, che divenne un vero e proprio tormentone mondiale.

## Tracce
Testi di Mylène Farmer, musiche di Laurent Boutonnat.
1. Moi... Lolita – 4:26
2. Lui ou toi – 4:20
3. L'alizé – 4:18
4. J.B.G. – 4:00
5. Mon maquis – 5:45
6. Parler tout bas – 4:42
7. Veni, vedi, vici – 4:25
8. Abracadabra – 4:05
9. Gourmandises – 4:16
10. À quoi rêve une jeune fille – 4:11

## Classifiche
| Paese             | Posizione massima |
| ----------------- | ----------------- |
| Francia           | 1                 |
| Belgio (Vallonia) | 7                 |
| Finlandia         | 26                |
| Italia            | 27                |
| Svizzera          | 27                |
| Germania          | 29                |
| Paesi Bassi       | 36                |
| Austria           | 40                |

## Singoli estratti
- Moi... Lolita
- L'alizé
- Parler tout bas
- Gourmandises